# Théodore de Smyrne
Théodore de Smyrne, ou Théodore Smyrnaios, est un philosophe, théologien et dignitaire byzantin, mentionné pour la première fois en 1082, mort semble-t-il après 1112. C'est un personnage du dialogue satirique anonyme intitulé Timarion.

## Carrière
Smyrnaios, Σμυρναῖος , en grec, est le gentilé de la ville de Smyrne, mais il s'agit ici d'un patronyme[réf. nécessaire]. Il est mentionné pour la première fois dans une sêmeiosis de l'empereur Alexis Comnène datée du vendredi 16 juillet 1082, revêtu de la dignité de magistros et exerçant la fonction de juge. Il est le destinataire de plusieurs lettres de Théophylacte d'Ohrid (après l'accession de ce dernier à son siège d'archevêque en 1088/89), et il y est d'abord désigné comme proedros (titre supérieur à magistros). Il figure dans la liste des participants du synode réuni aux Blachernes fin 1094 ou début 1095 pour régler le schisme de Léon de Chalcédoine, et il y porte le titre encore supérieur de prôtoproedros. Un sceau conservé à son nom lui attribue également ce dernier titre et la fonction de koiaistôr (c'est-à-dire « questeur »), le second personnage de l'administration urbaine de Constantinople après l'éparque, une fonction qu'il a dû occuper dans les années suivantes. Enfin les manuscrits d'un traité contre l'Église latine lui attribuent la dignité de curopalate, qu'il aura atteinte ensuite en exerçant une autre fonction encore plus élevée. Il existe un autre sceau sur lequel il est prôtokouropalatês.
D'autre part, le lemme d'une lettre de l'archevêque Théophylacte ainsi que la liste de présence du synode de 1094 le qualifient de « consul des philosophes » (ὕπατος τῶν φιλοσόφων), titre porté avant lui par Michel Psellos et Jean Italos et désignant le directeur de l'un des deux départements de l'« université impériale » créée en 1045 par Constantin Monomaque. Il a dû succéder à Jean Italos après la destitution de ce dernier en mars 1082. Selon le Timarion, l'empereur Romain Diogène († 1072) avait assisté à ses leçons. Cet ouvrage, où il apparaît dans l'Hadès comme un personnage très juste et très savant, paraît témoigner du renom et de l'aura qu'il avait conservés après sa mort dans certains milieux. Un poème de Nicolas Calliclès lui est dédié.
De son activité littéraire, qui dut être importante, ne subsistent que des vestiges :
- des commentaires d'Aristote conservés dans le manuscrit Vindob. theol. 134, fol. 238-262v ;
- un éloge du martyr saint Georges (attribué au « questeur Théodore » dans tous les manuscrits)[3] ;
- un éloge de saint Paul (attribué au « magistros Théodore » par les manuscrits)[4] ;
- un traité contre l'Église latine sur les azymes et la procession du Saint-Esprit[5].

Ce dernier texte se présente comme un discours « πρὸς τοὺς ἐκ Ῥώμης ἢ ὑπὸ Ῥώμην » (« à ceux qui viennent de Rome ou sont soumis à Rome »), selon l'incipit, et on relève dans la dernière phrase l'apostrophe directe « ὦ φίλοι Ῥωμαῖοι » (« ô chers Romains »). Il est donc assez probable qu'il correspond à un épisode historique précis : le séjour à Constantinople de l'archevêque de Milan Pietro Grossolano en 1112. Ce prélat, déposé de son siège par une faction hostile le 1er janvier de cette année, entreprenait alors un pèlerinage en Terre Sainte et s'arrêta à Constantinople ; il est vraisemblable, d'ailleurs, qu'il faisait officieusement partie d'une délégation de théologiens envoyée la même année, sans doute en mai, par le pape Pascal II, à l'invitation d'Alexis Comnène. Il argumenta d'une façon qui impressionna les théologiens byzantins et l'empereur lui-même. Sept réponses lui furent faites par sept théologiens différents, dont trois sont sûrement identifiés (Eustrate de Nicée, Jean Phournès et Nicétas Seidès). Le texte de Théodore Smyrnaios est probablement une des quatre autres réponses.